# Abala (woreda)
Abala es uno de los 29 woredas, o distritos, en la Región Afar de Etiopía. Forma parte de la Zona Administrativa 2 y se encuentra en la base oriental de las tierras altas de Etiopía. Limita al sur con el woreda de Megale, al oeste con la región de Tigray, al norte con el woreda de Berahle, en el noreste con el woreda de Afdera, y al este, con el woreda de Erebti. La principal ciudad en el woreda de Abala es Abala.
De acuerdo a las cifras publicadas por la Agencia Central de Estadística de Etiopía en 2005, este distrito cuenta con una población total estimada de 34 514 habitantes, de los cuales 16 181 son hombres y 18 333 mujeres. Del total de población un 13,97%, es decir 4820 personas, habitan en zonas urbanas, porcentaje que excede la media de la zona del 2,7%. El grupo étnico predominante en esta woreda son los 
afar.